# Club Deportivo Marquense
Il Club Deportivo Marquense, meglio noto come Marquense, è una società calcistica del Guatemala. Fondato nel 1958, ha sede a San Marcos e milita nella serie cadetto del campionato guatemalteco.
Disputa le partite casalinghe nello Stadio Marquesa de la Ensenada. Il colore sociale è il giallo. Il soprannome dei giocatori del Marquense è Los Leones, i Leoni.

## Palmarès

### Altri piazzamenti
- Campionato guatemalteco:

Secondo posto: Clausura 2006, Clausura 2007

## Performance nelle competizioni CONCACAF
- Copa Interclubes UNCAF (1 presenza)

Best: 2006-07 terzo posto
| anno      | avversario | 1st leg | 2nd leg |
| --------- | ---------- | ------- | ------- |
| 2006-2007 | Aguila     | 2 - 0   | 1 - 1   |
| 2006-2007 | Marathón   | 1 - 1   | 1 - 0   |
| 2006-2007 | Puntarenas | 0 - 2   | 0 - 0   |
| 2006-2007 | Victoria   | 3 - 0   | 1 - 1   |

- CONCACAF Champions' Cup (1 presenza)

Best: 2006-2007 quarti di finale
| anno      | avversario   | 1st leg | 2nd leg |
| --------- | ------------ | ------- | ------- |
| 2006-2007 | C.F. Pachuca | 0 - 2   | 0 - 1   |

## Organico

### Rosa 2014-2015
| N. |                      | Ruolo | Calciatore               |
| -- | -------------------- | ----- | ------------------------ |
|    | Guatemala (bandiera) | P     | Luis Pedro Molina        |
|    | Guatemala (bandiera) | P     | Manuel Sosa              |
|    | Guatemala (bandiera) | D     | Elver Jiménez            |
|    | Guatemala (bandiera) | D     | Israel Dónis             |
|    | Guatemala (bandiera) | D     | Joaquín Álvarez          |
|    | Guatemala (bandiera) | D     | Hugo Villanueva          |
|    | Brasile (bandiera)   | D     | Juliano Rangel           |
|    | Guatemala (bandiera) | D     | Asdrubal Merlos          |
|    | Guatemala (bandiera) | C     | Leonel Noriega           |
|    | Guatemala (bandiera) | C     | José Gramajo             |
|    | Guatemala (bandiera) | C     | Francisco Danilo Aguilar |

| N. |                      | Ruolo | Calciatore          |
| -- | -------------------- | ----- | ------------------- |
|    | Brasile (bandiera)   | C     | André Rocha Martins |
|    | Guatemala (bandiera) | C     | Riqui Murga         |
|    | Guatemala (bandiera) | C     | Eduardo Gómez       |
|    | Guatemala (bandiera) | C     | Jonathan López      |
|    | Guatemala (bandiera) | C     | Gustavo Grajeda     |
|    | Guatemala (bandiera) | A     | Jonny Brown         |
|    | Panama (bandiera)    | A     | Johnny Ruiz         |
|    | Guatemala (bandiera) | A     | Julio César Vanegas |
|    | Guatemala (bandiera) | A     | Jorge Ortíz         |
|    | Brasile (bandiera)   | A     | Tomaz de Sousa      |